# Primitivo Santa Cecilia
Primitivo Santa Cecilia Rivas (Salamanca, 1875 - 1954), trabajador manual, fue el líder del socialismo salmantino durante el primer tercio del siglo XX. De ideas radicales pero acción moderada y pacífica, consiguió consolidar la Federación Obrera (UGT).
En su juventud trabajó en una imprenta como cajista y luego contable. Más tarde entró como empleado en la Caja de Previsión Social. Durante largos años fue el principal dirigente del socialismo salmantino. Fue uno de los principales impulsores de la Federación Obrera (fundada en 1900) y de la Agrupación Socialista de Salamanca (fundada en 1902).
Concejal del Ayuntamiento de Salamanca desde 1910, fue el primer socialista en acceder a ese cargo. El 14 de abril de 1931 izó la bandera de la República en el balcón del Ayuntamiento y fue nombrado alcalde, cargo en el que permaneció hasta el 2 de agosto, ya que dimitió por haber resultado elegido en las elecciones de junio para las Cortes constituyentes, siendo sustituido como alcalde por Fidel Olivera, de Acción Republicana, aunque continuó siendo concejal.
Cesó como diputado con la disolución de las Cortes en octubre de 1933, y en las celebradas en noviembre no se presentó. Mantuvo el acta de concejal, pero desde octubre de 1934, como protesta por la destitución gubernamental del alcalde Casto Prieto Carrasco, se apartó de la vida municipal. Tras las elecciones de febrero de 1936, Santa Cecilia se hizo cargo interinamente de la alcaldía durante un par de días, hasta que el gobernador civil repuso como alcalde a Casto Prieto.
Detenido por los militares sublevados al poco de pronunciarse en julio de 1936, fue internado en el campo de concentración de Murguía (Álava) desde noviembre de 1936 hasta mayo de 1939. Al salir de la cárcel, sin ser sometido a juicio, trabajó en una pequeña imprenta. Dentro del proceso de eliminación de toda referencia a la República, el Ayuntamiento de Salamanca cambió el nombre del Colegio "Primitivo Santa Cecilia" por el de "Padre Manjón", y la calle Santa Cecilia por el de calle Los Quinteros (Serafín y Joaquín Álvarez Quintero). En la actualidad cuenta con una calle en un barrio nuevo de su ciudad.
Murió en Salamanca a los 79 años de edad.